# Référendum constitutionnel serbe de 2006
Le référendum constitutionnel serbe de 2006 a lieu les 28 et 29 octobre 2006 afin de permettre à la population de se prononcer sur l'adoption d'une nouvelle constitution. Le nouveau texte est rendu nécessaire par la dissolution de la communauté d'États de Serbie-et-Monténégro en juin 2006.
La nouvelle loi fondamentale réunit 97,31 % des suffrages exprimés, et parvient à franchir le quorum exigé de 50 % des inscrits en sa faveur, 53,04 % d'entre eux ayant votés pour le texte. 
La nouvelle constitution entre en vigueur le 8 novembre 2006. Il s'agit alors de la première constitution d'un état serbe indépendant depuis celle du royaume de Serbie en 1903.

## Résultat
| Choix               | Votants   | Votants | Inscrits | Inscrits |
| Choix               | Voix      | %       | %        | Quorum   |
| ------------------- | --------- | ------- | -------- | -------- |
| Pour                | 3 521 724 | 97,31   | 53,04    | ✔ 50 %   |
| Contre              | 97 497    | 2,69    | 1,47     |          |
|                     |           |         |          |          |
| Votes valides       | 3 619 221 | 99,28   | 54,51    |          |
| Blancs et invalides | 25 866    | 0,71    | 0,40     |          |
| Total des votants   | 3 645 517 | 100,00  | 54,91    |          |
|                     |           |         |          |          |
| Abstentions         | 2 993 868 |         | 45,09    |          |
| Inscrits            | 6 639 385 | 100,00  |          |          |

Répartition des suffrages exprimés :
| Pour 3 521 724 (92,31 %) |
| ▲                        |
| Majorité absolue         |

Répartition des inscrits :
| Inscrits Pour (53,04 %) |  |  | Autres inscrits (46,96 %) |
| ▲                       |  |  |                           |
| Quorum de 50 %          |  |  |                           |